# Йога
Йо́га

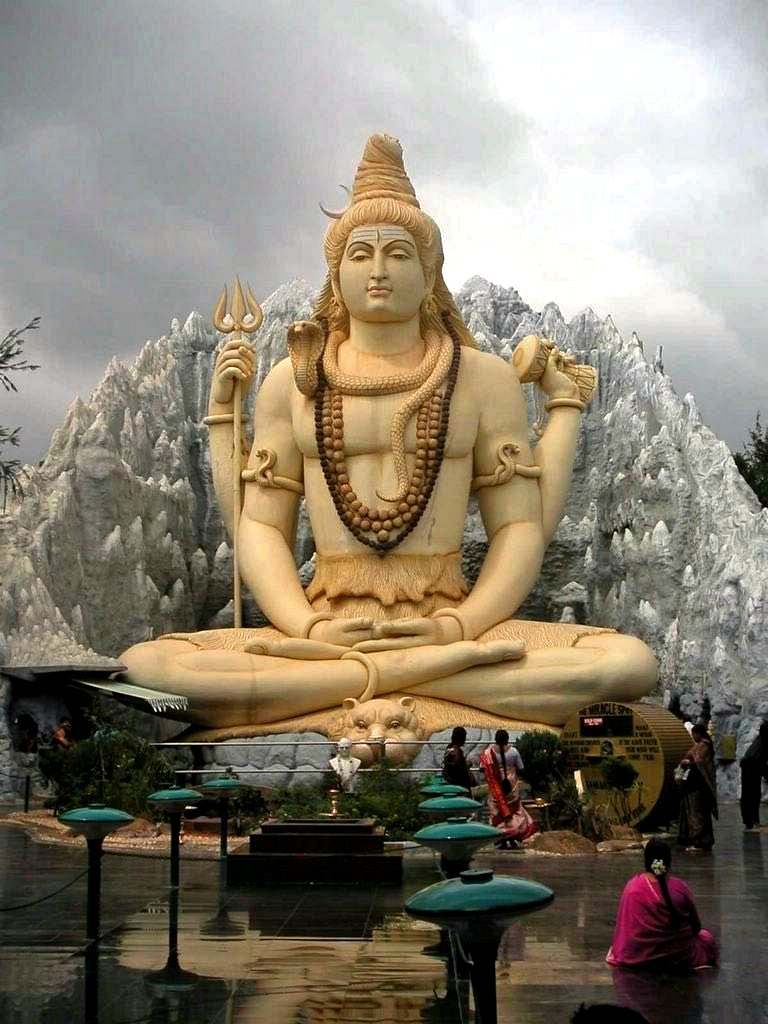
Велика статуя в Бангалорі із зображенням Шиви, який медитує

 (від санскр. योग,  yoga IAST— «єднання» «підкорення», «запрягання») — система психопрактики; духовна, ментальна та фізична практична методика зміни свідомості, тіла, та психіки. Сукупність різноманітних індійських духовних і фізичних методів. Йогу практикують як нерелігійні люди так і учасники різних напрямків індуїзму та буддизму з метою керування психікою та психофізіологією індивіда задля досягнення обраного психічного й духовного стану. Йога — езотерична система в індійській традиції, що несе в собі архетипну ідею духовного розвитку. Відома, як мінімум, починаючи з II ст. до н. е.
Мета йоги — зміна онтологічного статусу людини у світі[джерело?].
У західний світ йога проникла в кінці XIX — на початку XX століття й здобула значну популярність у 1980-х як система фізичних вправ, хоча в Індії вона не стільки фізичні вправи, як медитативна й духовна практика.
В Індії вважається, що практика йоги має лікувальний ефект, а також що йога допомагає людині здолати різноманітні недуги. Численні дослідження пробували встановити ефективність йоги як додаткового засобу при лікуванні раку, шизофренії, астми та захворювань серцево-судинної системи. Результати не дали однозначної відповіді. 1 грудня 2016 року ЮНЕСКО включила йогу у список нематеріальної культурної спадщини.

## Етимологія та вжиток
Санскритське слово йога має багато різних значень і його переклад залежить від контексту. Слово походить від кореня युज्, юдж-, що в різних класах означає «контролювати», «запрягати», «об'єднувати», і виводиться від пра-і.є. *yeug- («приєднатися»; звідки також прасл. *jъgo, «ярмо», «іго»).
Слово «йога» у значенні філософської, езотеричної системи зазвичай не перекладається. Такий тип слів в санскриті називається yogarūḍhārtha (योगरूढार्थ) - їх значення повʼязано з коренем, але не обмежується лише цим.

## Історія йоги
Відповідь на питання про те, коли зародилася йога, губиться в давнині. Уже у ведичних Самхітах йдеться про аскетизм, а аскетична практика (тапас) згадується в ранніх коментарях до Вед Брахманах. Однак, йога могла зародитися ще раніше, у доведичній Індії. На печатках часів Індської цивілізації, знайдених у Пакистані, є зображення, що нагадують людей в позах медитації, які можна розцінювати як свідчення на користь такої гіпотези, хоча вирішальних доказів немає.

Техніка досягнення вищих станів свідомості розвивалася в традиціях шраманів та Упанішад.

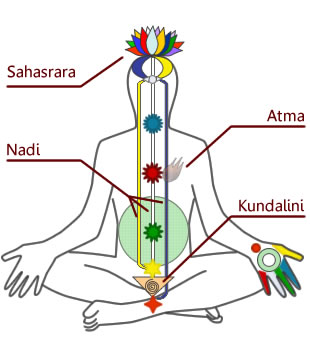
Чакри

Беззаперечних свідчень існування медитації в добуддійських брахманічних текстах не існує. Перші тексти, які описують техніку медитації, належать буддійській літературі. В індуїстських текстах термін йога вперше зустрічається в Катха-упанішаді, де мова йде про контроль над почуттями і вищий стан, в якому діяльність розуму припиняється. Подальший розвиток поняття йоги зустрічається в Упанішадах середнього періоду, в Махабхараті, зокрема в Бгаґавад-ґіті та в Йоґа-сутрах Патанджалі (II ст. до н. е.).
Патанджалі вважається засновником філософії йоги. Хоча сам Патанджалі не вживає терміну «раджа», описана ним система відома як раджа-йога (королівська йога). Суть йоги дається в другій сутрі:
Йога — це заборона зміни свідомості.
Використання слова ніродга (заборона) свідчить про те, що Патанджалі був обізнаний із буддійськими ідеями і включив їх у свою систему, та не доводить приналежність Патанджалі до будь-якого релігійного напрямку. Існують також інші переклади, та коментарі йога-сутри Патанджалі.
Сутри Патанджалі стали основою системи, яку називають аштанґа-йога (йога восьми щаблів): ями, ніями, асан, пранаями, пратьягари, дгарани, дг'яни та самадгі.
З точки зору цієї школи найвищий досяжний стан свідомості не відкриває ілюзорності різноманітності світу. Раджа-йога вважає буденний світ дійсним, а тому найвищий стан свідомості є тільки відкриттям самого себе, а не єдиного для всіх людей універсального абсолюту.
У «Бгаґавад-Ґіті» термін йога використовує в багатьох значеннях. Її шостий розділ повністю присвячений практикуванню йоги, включно з медитацією. «Бгаґавад-ґіта» описує три системи йоги: шлях діянь (карма-йоґа), шлях відданості (бгакті-йога) та шлях знань (джняна-йоґа).

## Означення йоги
Визначення йоги описане у Сутрі 1.2 Йоґа-сутри Патанджалі
योगश्चित्तवृत्तिनिरोध:
yogaścitta vṛtti nirodha:
Існує більше 20 варіантів перекладу цього означення, наприклад:
Йога є утримання матерії думки (чітта) від «одягнення» у різні образи. (Вівекананда).
Йога є пригні́ченням врітті (станів, видозмін) в чітті (свідомості). (Рігін)
Йога є здатність спрямовувати розум лишень на об'єкт і утримування уваги на ньому, не відволікаючись. (Крішнамачар'я)
Йога — припинення функцій чітти. (Загуменнов). Та інші.
Також існують інші означення йоги, що зустрічаються у сутрах і потребують контекстного прочитання.

## Філософія
Філософія йоги опирається на найдавнішу філософську систему Індії санкх'я, приймає її метафізику й теорію пізнання, відрізняючись від неї вірою у всесвітній дух Параматму, іншими словами — у Бога. Йога, як і санкх'я дуалістична — світ, з її точки зору має дві першооснови — ідеальну (пуруша) та матеріальну (пракріті). Ідеальна першооснова світу плюралістична, тобто складається з окремих душ (джива). Матеріальна пракріті єдина і пронизує все, зв'язуючи індивідуальну душу з тілом людини та її думками. Мета йоги — звільнитися від цього зв'язку, і різні напрямки й школи йоги пропонують свої методи для досягнення такого стану.
Джива — чиста свідомість, але через незнання вона пов'язує себе з розумом (чіттою), який є продуктом пракріті, й у якому саттва домінує над раджасом і тамасом. Чітта сама по собі не має свідомості, але через близькість до дживи відображає її, а тому здається розумною й обдарованою свідомістю. Патанджалі стверджував, що звільнення можна досягнути завдяки безпосередньому пізнанню відмінності власного я від фізичного світу, зокрема від власного тіла, від власного розуму та від власного его (вівека-джняна). Цього можна добитися тільки обмежуючи функції тіла й почуттів та думок, разом із тим зберігаючи трансцендентну самосвідомість.
На відміну від санкх'ї філософська система йоги теїстична. Бог (Параматма) вважається найвищим об'єктом, на якому може зосереджуватися думка. Бог — досконала істота, вічна й присутня у всьому, має досконале знання й не має недоліків. Йога доводить існування бога таким аргументом: будь-що, що має ступені повинно мати максимум. Існування різних ступенів пізнання означає з необхідністю існування досконалого знання. Той, хто має досконале знання є богом. Розвиток світу відбувається завдяки сполученню пуруші та пракріті, а причиною занепаду є припинення такого сполучення. Але сполучення не властиве ні пракріті, ні пуруші. Отже, повинна існувати верховна істота, яка встановлювала б зв'язок між пракріті та пурушею у відповідності з моральними ціхами окремих душ.

## Напрямки

### Основні напрями йоги
- раджа-йога — королівська йога, шлях медитації;
- карма-йога — шлях діяння;
- джняна-йога — шлях знання;
- бхакті-йога — шлях служіння;

Крім чотирьох основних напрямків йоги, існує також багато інших, серед яких широко відома хатха-йога — шлях впливу тілесними вправами на психіку. Кінцева мета йоги може бути абсолютно різною — від поліпшення фізичного здоров'я до досягнення мокші.
Як окремий вид арттерапії існує йоготерапія — профілактика та лікування хвороб фізичного та ментального стану практикуючого методами йоги. Широко відома практика медитативного живопису, що є поєднанням раджа та карма-йоги.

### Протипоказання
Як і кожен вид терапії, йога має ряд протипоказань для її використання:
Гострі стани. Інфекції
Гострі інфекційні захворювання, в тому числі ГРВІ з підвищеною температурою. Гнійні та некротичні процеси.
Будь-які гострі стани, при загостреннях хронічних захворювань.
Виражена фізична астенія після фізичної травми, оперативного втручання, перенесеного захворювання.
Післяопераційний період.
Травми
Психіка
Органічні, включно зі симптоматичними психічними розладами.
Психічні розлади та розлади поведінки, пов'язані з уживанням психоактивних речовин.
Шизофренія, шизотипічні та маревні розлади.
Розлади настрою (афективні розлади).
Розлади особистості та поведінки в зрілому віці.
Розумова відсталість.
Хвороби нервової системи
Запальні хвороби центральної нервової системи.
Системні атрофії, що вражають переважно центральну нервову систему.
Екстрапірамідні та інші порушення руху.
Інші дегенеративні хвороби нервової системи, згідно МКБ-10 (хвороба Альцгеймера, обмежена атрофія головного мозку, …).
Демієлінізуючі хвороби центральної нервової системи.
Епілепсія.
Мінливі транзиторні церебральні ішемічні напади.
Синдром передньої, середньої, задньої мозкових артерій.
Поліневропатії та інші ураження периферичної нервової системи.
Хвороби нервово-м'язового синапсу і м'язів (міастенія, міопатії, м'язова дистрофія , …).
Церебральний параліч та інші паралітичні синдроми.
Інші порушення нервової системи, згідно МКБ-10 (гідроцефалія, полісистемна дегенерація, …).
Хвороби ока та його придаткового апарату
Гострі і підгострі запальні захворювання і травми.
Вивих кришталика.
Оклюзії судин сітківки.
Глаукома з не компенсованим внутрішньоочним тиском.
Дегенеративна міопія.
Загроза відшарування сітківки, опероване відшарування сітківки.
Хвороби вуха та соскоподібного відростка
Зниження слуху судинного характеру (лабіринтова ішемія або крововилив), запалення слухової труби.
Післяопераційний період при захворюваннях слухової труби (отосклероз) — протипоказані перевернуті пози.
Хвороби системи кровообігу
Ревматична хвороба серця за наявності будь-якого ступеня активності, супроводжувана пороками серця II-III ст.
Ревматичні патології клапанів II-III ступеня.
Постміокардичний кардіосклероз з дилатацією порожнин.
Хронічний ревматичний перикардит.
Гіпертензивна (гіпертонічна) хвороба, II-III ст з не контрольованими цифрами АД.
Гіпертонічна хвороба І-ІІ ст (при контролі артеріального тиску та консультації кардіолога — не є протипоказанням).
Стенокардія, починаючи з 3 функціонального класу (2-й функціональний клас, з наявністю гемодинамічно значущих стенозів коронарних артерій (за даними коронарографії)).
Стенокардія 1-2 функціонального класу не є протипоказанням.
Перенесений інфаркт міокарда (постінфарктний кардіосклероз).
ІХС з серцевою недостатністю 2А клас і вище.
Аневризма аорти.
Аневризма коронарної артерії.
Аневризма легеневої артерії.
Легенева гіпертензія при градієнті тиску понад 40 мм рт. ст., як супутнього симптому при захворюваннях серцево—судинної системи або як самостійне захворювання.
Легенева недостатність II-III стадії.
Серцева недостатність (СН) II a і вище (по Стражеско—Василенко), функціональний клас NYHA II.
Артеріовенозна нориця легеневих судин.
Перикардит.
Ендокардит.
Кардіоміопатія (дилатаційна, обструктивна, гіпертрофічна, при обмінних порушеннях).
Ендоміокардіальна (еозинофільна) хвороба.
Ендокардіальний фіброеластоз.
Порушення ритму і провідності
Передсердно-шлуночкова (атріовентрикулярна) блокада, II-III (повна) ступенів.
Трьохпучкова блокада.
Синдром передчасного збудження без наявності супутніх аритмій — не є протипоказанням.
Поворотна шлуночкова аритмія.
Пароскізмальне порушення ритму (надшлуночкова тахікардія, шлуночкова тахікардія).
Синдром слабкості синусового вузла.
Серцева недостатність.
Набутий дефект перегородки серця.
Цереброваскулярні хвороби
Субарахноїдальний крововилив.
Закупорка і стеноз прецеребральних артерій.
Розшарування мозкових артерій.
Церебральний атеросклероз.
Прогресуюча судинна лейкоенцефалопатія.
Гіпертензивна енцефалопатія.
Хвороба Мойамойа.
Негнійний тромбоз внутрішньочерепної венозної системи.
Церебральний артеріїт, не класифікований в інших рубриках.
Облітеруючий ТРОМБАНГІТ (хвороба Бергера).
М'язова та сполучнотканинна дисплазія артерій.
Синдром Бадда-Кіарі.
Постфлебітичний синдром III ст.
Стискання вен (синдром стискання верхньої порожнистої вени).
Венозна недостатність II-III ст.
Захворювання крові
Еритроцитопенія.
Лейкопенія.
Тромбоцитопенічна пурпура.
Гемофілія.
Захворювання ендокринної системи
Цукровий діабет з нейро- і ретинопатію.
Цукровий діабет з нефропатією (ХНН II-III ст., З мікроальбумінурії після 300 мг / добу).
Хвороби органів травлення
Хвороба Крона.
Випадання заднього проходу / прямої кишки.
Геморой у стадії загострення, при наявності кровотечі.
Печінкова недостатність в декомпенсированной стадії (ІІ-III ст.).
Цироз печінки.
Хвороби кістково-м'язової системи
Синдром дуги аорти (Такаясу), з ускладненнями.
Спинальний стеноз (відносний ПП).
Поразка міжхребцевого диска шийного відділу з міелопатією.
Міозит осифікуючий травматичний/прогресуючий.
Долонний фасціальний фіброматоз (Депюітрена).
Остеопороз з патологічним переломом.
Алгонейродістрофія.
Хвороба Педжета (кісток) (деформуючий остеїт).
Сечостатева система
Хронічні захворювання нирок з хронічною нирковою недостатністю від II-III ст.
Ниркова остеодистрофія.
Варикоцеле.
Випадіння та грижа яєчника і маткової труби.
Дихальна система
Параліч голосових зв'язок і гортані.
Стеноз гортані.
Поразки плеври (пневмоторакс, фіброторакс, гемоторакс, …).
Дихальна недостатність II-III ст.
Онкологія
Злоякісні новоутворення (всі).

## Хатха-йога
Хатха-йога — система, описана Йогі Сватмарама в трактаті Хатха-йога-прадипіка в XV ст. В основному вона відрізняється від раджа-йоги Патанджалі тим, що робить наголос на очищенні фізичного тіла (шаткарма) як шляху до очищення розуму та життєвої енергії прани. В порівнянні із сидячою позою раджа-йоги, призначеною для медитації, хатха-йога розвинула систему поз для всього тіла — асан та дихальних вправ — пранаями. Саме хатха-йога та її сучасні різновиди зазвичай асоціюється зі словом йога в сучасному світі.

## Йога в інших традиціях

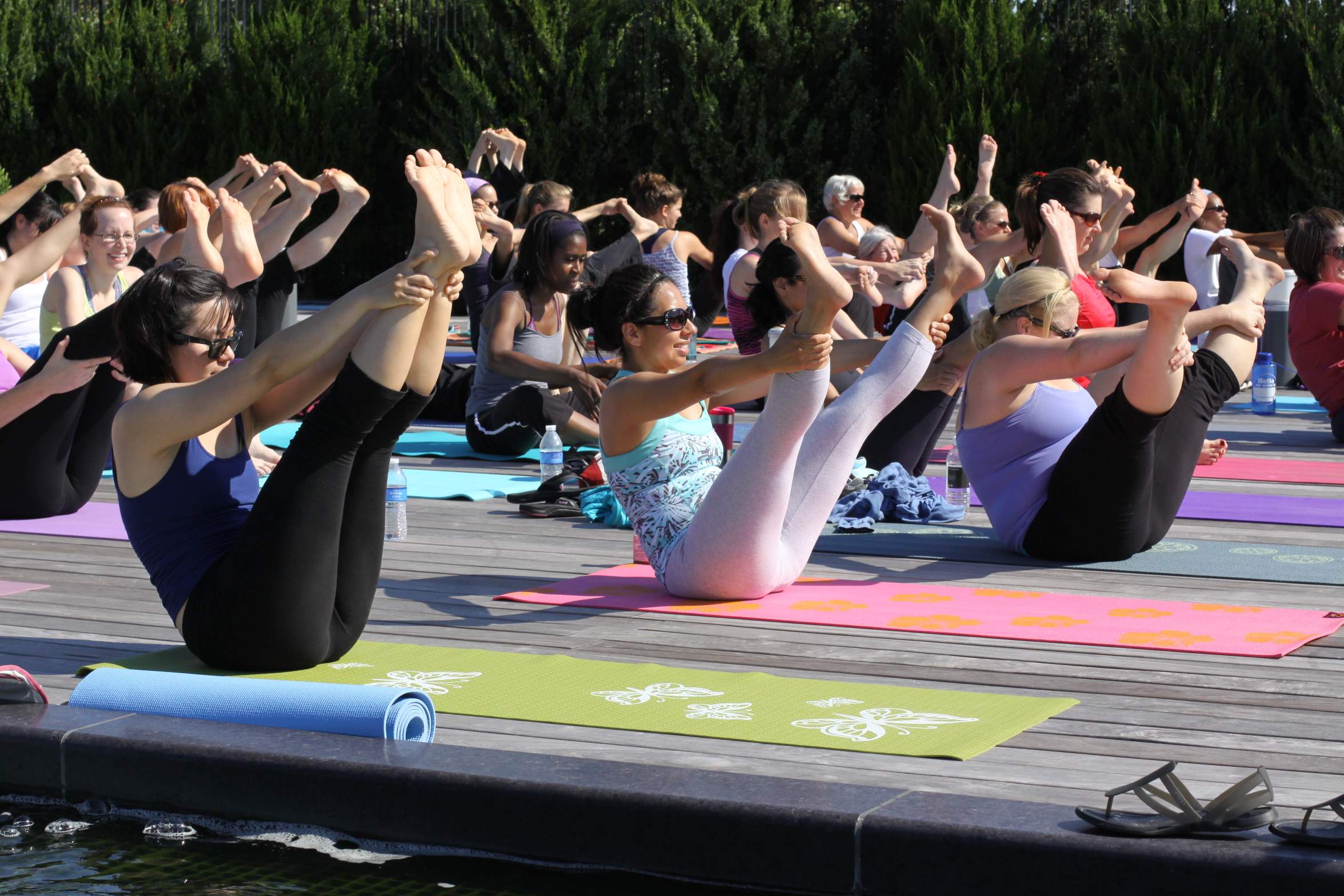
Група людей, що практикує йогу в 2012 році.

### Буддизм
Практикування станів медитативного занурення входило в практику раннього буддизму. Будда в своїх ранніх проповідях висловлював ідеї, схожі на вчення йоги. Однак, відмінність ідеології буддизму в тому, що медитативні стани ще не є звільненням. Буддизм підкреслює необхідність пробудженої думки навіть в найглибших станах медитації. На відміну від брахманістської думки, що звільнення можливе тільки після смерті, буддизм шукає звільнення при житті.
В V—IV ст. до н. е. в Індії розвинувся буддистський напрям йогачара, який використовує йогу, як шлях до просвітлення, стану бодисатви.
Близький до йоги за ідеологією дзен-буддизм, одна із форм махаяни. Корені медитативної практики дзен виходять із йоги.

### Індуїзм
йога — одна із шести ортодоксальних шкіл (даршанів) філософії індуїзму, за вченням якої людина може практикувати саморозвиток шляхом самопізнання, самозаглибленням, та шляхом свідомих відносин з зовнішнім світом. йога виникла близько 2 ст. до н. е. як вчення ідеалістичного спрямування.
У філософії індуїзму йогою вважають систему раджа-йоги, викладену в «йога-сутрах» й тісно пов'язану з базовими принципами санкх'ї. Йога обговорюється в різноманітних джерелах індуїзму, таких як Веди, Упанішади, «Бгагавад-Гіта», «Хатха-йога-прадипіка», «Шива-самхіта» і «Тантри».

### Джайнізм
Джайнізм та йога настільки взаємопов'язані, що деякі дослідники стверджують, що джайнізм є йогою, яка виросла до рівня релігії. Іконографія джайнів зображує просвітлених (тіртханкарів), що медитують в йогівських позах для медитації. За переказом Магавіра досяг стану абсолютного знання, сидячи в мулабандхасані. З іншого боку п'ять приписів ями аналогічні п'яти основним обітницям джайнізму.

### Іслам
Індійська йогічна практика помітно вплинула на розвиток суфізму. Древньоіндійський текст з йоги, «Амрітакунда», («Озеро нектару») ще в XI столітті був перекладений арабською та перською мовами.
У 2008 році лідери ісламського духовенства в Малайзії видали фетву проти мусульман, що займаються йогою. У ній стверджувалося, що в йозі містяться елементи індуїстського релігійного вчення і, відповідно, практика йоги для мусульман є богохульною і харамною. Мусульманські учителі йоги з Малайзії критикували це рішення, оцінивши його як образливе. У фетві дозволяється практика йоги як фізичні вправи, але забороняється така практика, як повторення мантр.

### Християнство
Абрахам Ооммен (Індійське товариство проповідування християнського знання) зазначає, що одним з головних заперечень проти практики йоги християнами є аргумент про те, що йога є складовою частиною індуїзму. Він вказує на некоректність цього аргументу, оскільки існують численні історичні свідчення того, що йога практикувалася на території Індії ще в доарійську епоху, тобто до виникнення індуїзму. За словами Ооммена, сама по собі йога не є ні релігією, ні складовою частиною будь-якої релігії, вона являє собою психосоматичну техніку, яку індуїсти використовують як практичний інструмент. Ооммен вважає, що багато ідей, на яких заснована йога, близькі християнським віровченням, а тому християни цілком можуть практикувати свою власну йогу, яка відповідає їхньому світогляду.

### Фітнес-йога
У західному світі великої популярності набув особливий вид фітнесу, який використовує йогічні асани — фітнес-йога та/або постуральна йога.

## Галерея асан

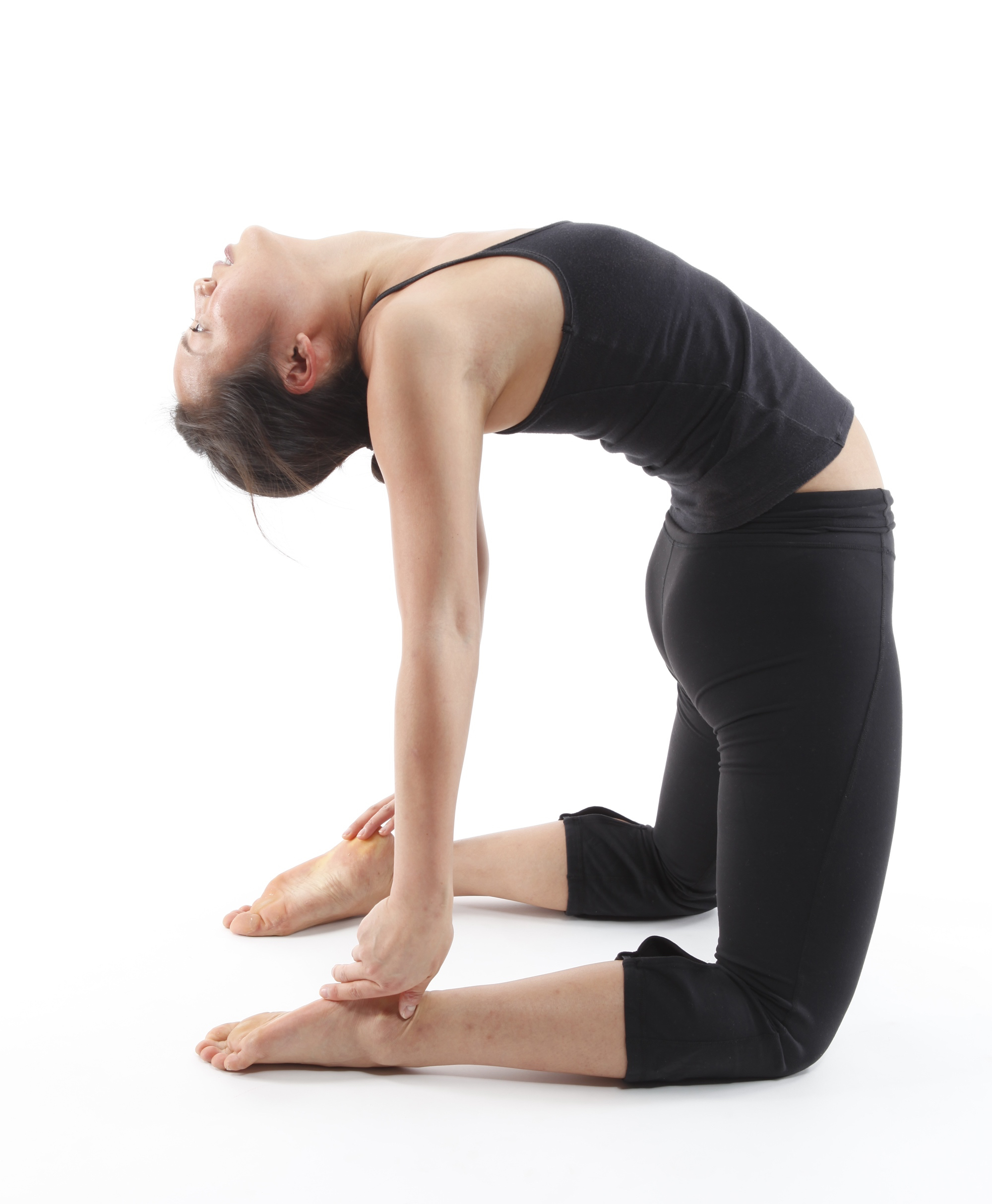
Устрасана
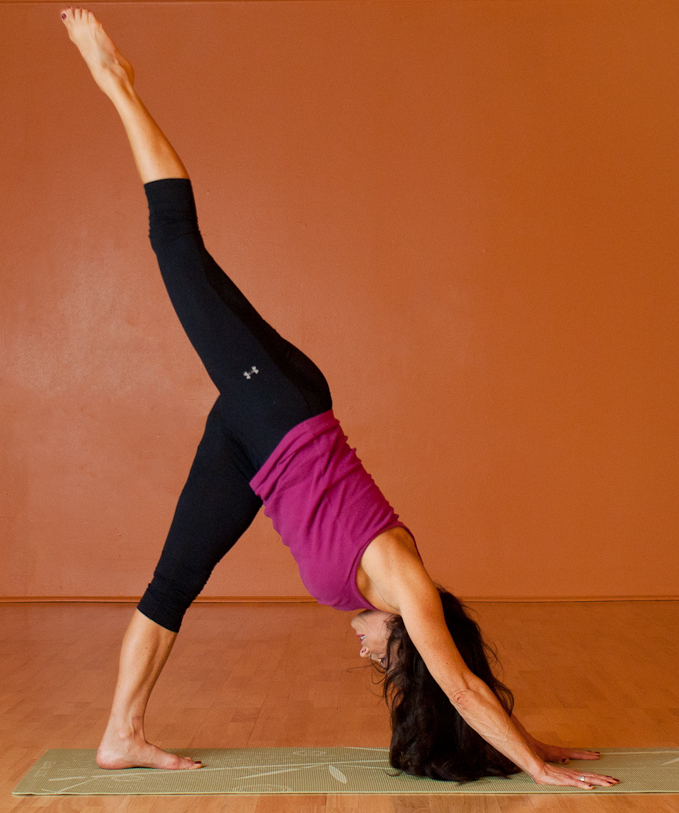
Урдгва прасарита екападасана
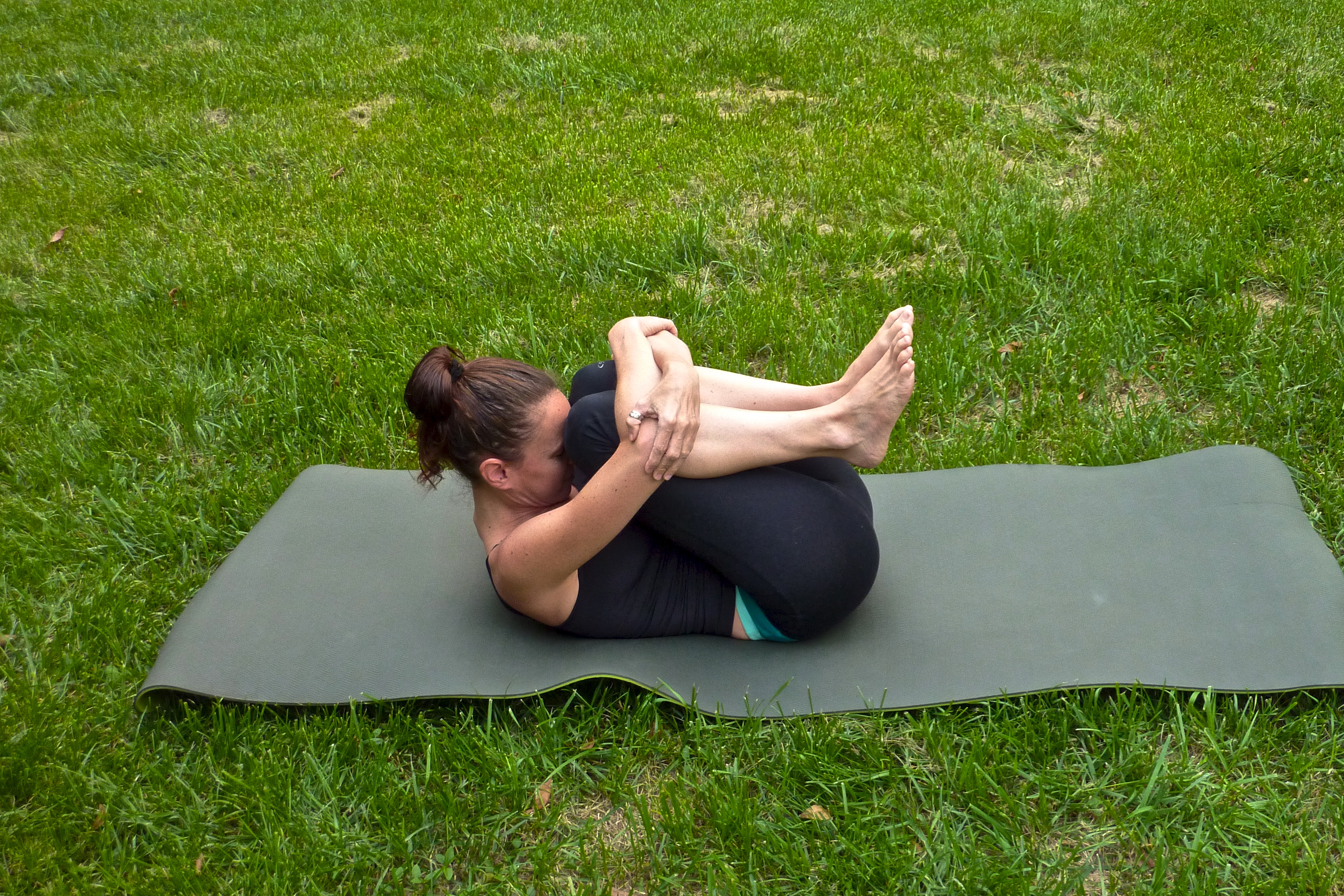
Паванмуктасана
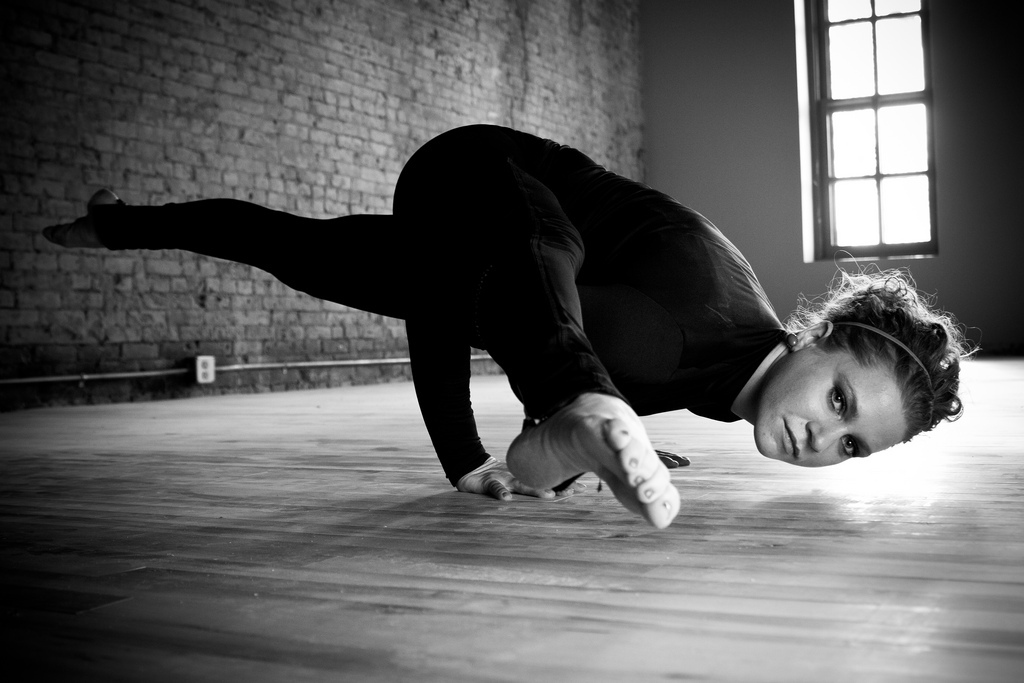
Ека пада кундіньясана
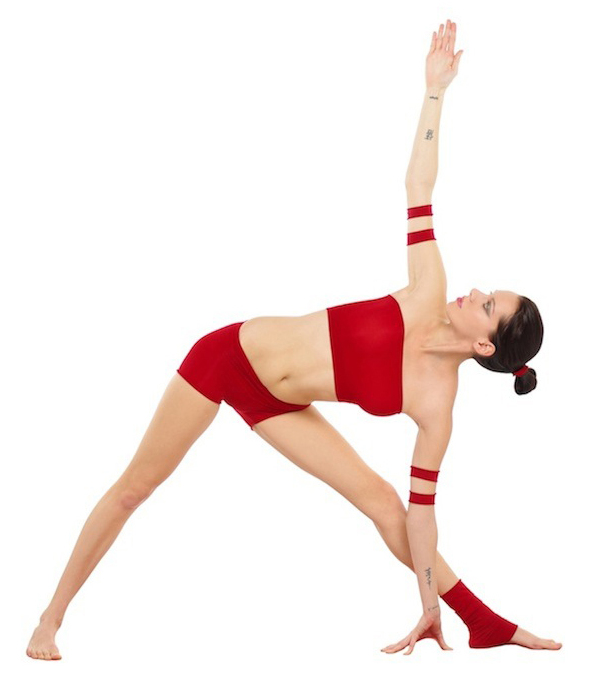
Триконасана
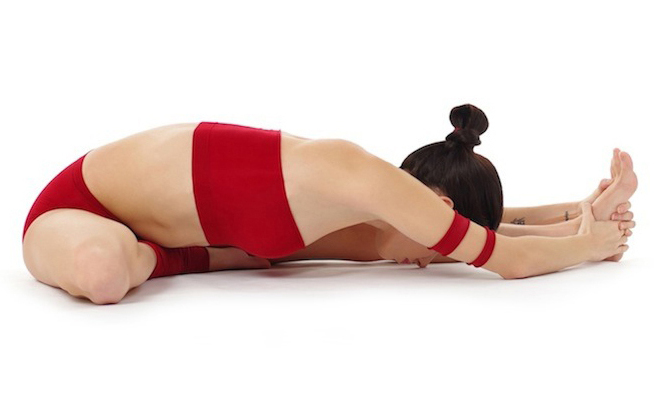
Джанусиршасана
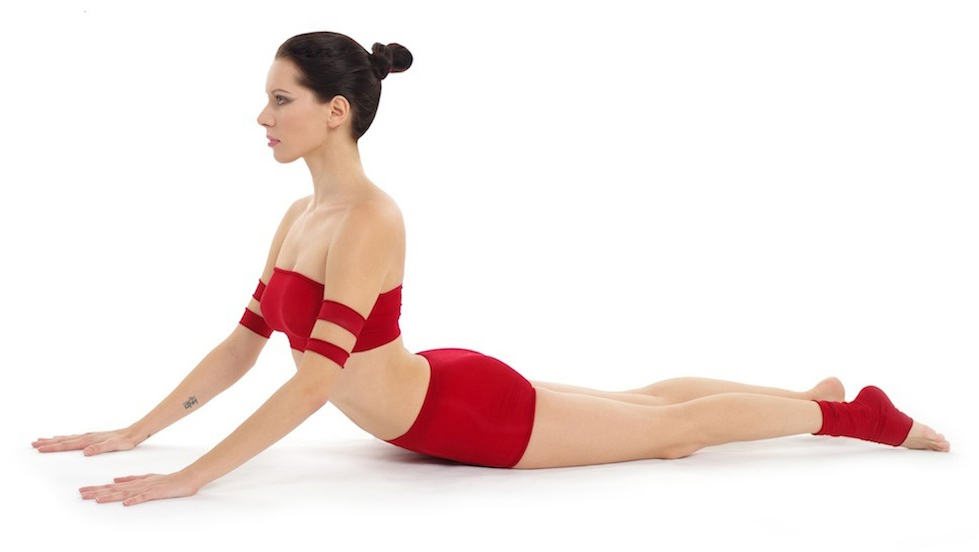
Бгуджангасана
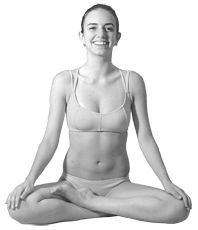
Сіддхасана
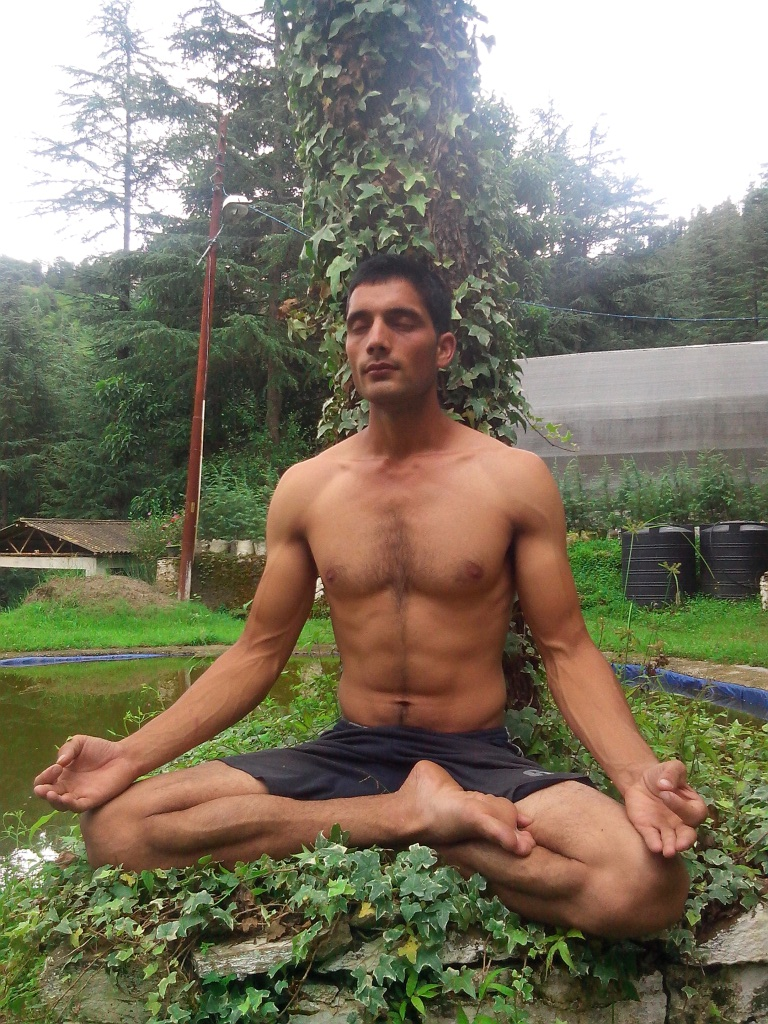
Медитація у Сіддхасані

## Міжнародний День йоги
11 грудня 2014 року Генеральна Асамблея Організації Об'єднаних Націй у складі 193 членів, прийняла консенсусом резолюцію про призначення 21 червня Міжнародним днем йоги. Оголошення цього дня відбулося після заклику призначити 21 червня Міжнародним днем йоги прем'єр-міністром Індії Нарендра Моді під час його виступу на Генеральній Асамблеї ООН 27 вересня 2014 р. Пропонуючи дату 21 червня, яка є одним з двох сонцестоянь, як Міжнародний день йоги, Нарендра Моді сказав, що ця дата є найдовшим днем у році в північній півкулі і має особливе значення в багатьох частинах світу.
Перший Міжнародний день йоги світ спостерігав 21 червня 2015 року. Приблизно 35 тисяч людей, у тому числі прем'єр-міністр Індії Нарендра Моді і велика кількість високопоставлених осіб, виконали 21 асан протягом 35 хвилин в Нью-Делі. День, присвячений йозі, спостерігали мільйони людей у всьому світі. Подія в Нью-Делі встановила два рекорди Гіннеса — найбільший клас йоги з 35 985 людей і рекорд за кількістю національностей, що брали у ньому участь (вісімдесят чотири).